# Anastrozole
L'anastrozole (DCI), vendu sous le nom Arimidex par AstraZeneca est un médicament de la classe des inhibiteurs de l'aromatase autorisée dans le traitement du cancer du sein après chirurgie, ainsi que contre la métastase chez la femme avant ou après ménopause.
C'est un inhibiteur enzymatique de structure non stéroïdienne qui se fixe sur le groupe hème de l’enzyme d'aromatase.

## Efficacité
Dans le cancer du sein hormono dépendant de la femme ménopausée, le nombre de rechutes s'avère inférieur chez les patientes sous anastrozole par rapport à celles sous tamoxifène, sans différence quant à la mortalité.
Donné en prévention chez les femmes ménopausées considérées à haut risque de développer un cancer du sein, il permet effectivement de diminuer le risque de survenue de ce dernier, sans amélioration prouvée sur la survie.
La durée de traitement est discutée : entre 5 et sept ans, une prolongation au delà ne montrant pas d'intérêt, avec, de plus, un risque fracturaire plus important.

## Complications
La molécule a un effet freinateur sur l’estrogène, ce qui entraine une augmentation de la résorption osseuse, une réduction de la minéralisation osseuse et un risque accru de fracture. Lors d'une étude, il y avait plus de fractures chez les patientes traitées avec l'Arimidex que le tamoxifène (11 % versus 7,7 %), avec une augmentation des fractures au niveau du rachis.